# Wess
Wess (wł. Wesley Johnson, ur. 13 sierpnia 1945 w Winston-Salem, zm. 21 września 2009 tamże) – amerykański wokalista i basista. Z powodzeniem ubiegał się o obywatelstwo włoskie.

## Dyskografia

### Solo
Long play
- grudzień 1967 - The Sound of Soul (Durium)
- 1969 - A Warmer Shade of Wess (Durium, ms Al 77223)
- 1970 - Wess & The Airedales (Durium, ms Al 77259)
- 1971 - Superwess (Durium, ms Al 77273)
- 1972 - Vehicle (Durium, ms Al 77295)
- 1973 - Wess Johnson (Durium, ms Al 77317)
- 1974 - Controluce (Durium, ms Al 77337)
- 1974 - "Special" Discoteque (Durium, ms Al 77353)
- 1975 - Wess in Action (Durium, ms Al 77372)
- 1977 - Bello... (Durium, ms Al 77389)
- 1977 - That's Life (Durium, ms Al 77400)

Single
- 1967 - Senza luce/I'm a Short-Timer (Durium, CN A 9249)
- 1967 - I miei giorni felici/I'll Never Turn My Back on You (Durium, CN A 9259)
- 1968 - Perché sei beat, perché sei pop/My sun is shining (Durium, CN A 9281)
- 1969 - Ti ho inventata io/Voltami le spalle (Durium, CN A 9301)
- 1969 - Amore mio/Tum Tum Tum (Durium, CN A 9313)
- 1970 - Quando/L'arca di Noè (Durium, CN A 9319)
- 1970 - Tu che non mi conoscevi/Solitudine (Durium, CN A 9321)
- 1971 - Occhi pieni di vento/Io t'amerò fino all'ultimo mondo (Durium, CN A 9327)
- 1971 - Peccato!/La notte è troppo lunga (Durium, CN A 9327)
- 1972 - Il vento amico/Che giorno è (Durium, CN A 9331)
- 1972 - There's Gonna Be a Revolution/Voglio stare con te (Durium, CN A 9332)
- 1973 - Io sto bene senza te/Il lago maggiore (Durium, CN A 9333)
- 1973 - Il primo appuntamento/Quel giorno (Durium, CN A 9334)
- 1974 - Aspetti un bambino/Io ti perdo (Durium, CN A 9337)
- 1975 - Have Mercy/My Sun Is Shining (Durium, CN A 9342)
- 1977 - Carrie/Good Time (Durium, CN A 9345)
- 1978 - Molte piogge fa/Filamenti sonori (Durium, CNAl 9348)
- 1978 - Angelita di Anzio/Bello (Durium, CNAl 9349)
- 1979 - S'arrende il mio corpo/Dieci anni di meno (Durium, CNAl 9350)
- 1982 - L'anima/You're in the Army Now (Disco Più, DPN 700)
- 1984 - L'emozione/Io non vivo senza te (F1 Team, P 7346)

CD
- 1996 - Il meglio di Wess (DV More)
- 2000 - Wess-I Grandi Successi Originali (Doppio CD BMG-Ricordi serie Flashback, 74321751222-2)

### ZDori Ghezzi
Long play

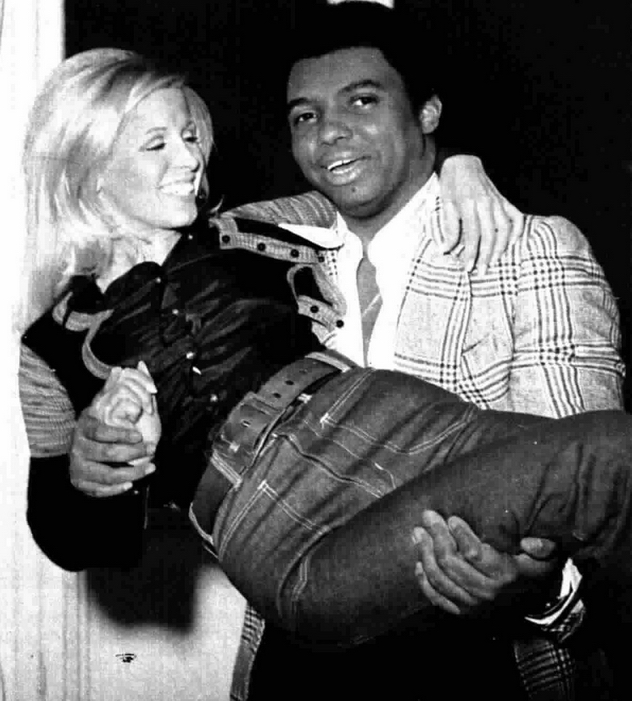
Dori Ghezzi (w lewo) i Wess na Festiwalu w San Remo (1973)

- 1973 - Wess & Dori Ghezzi (Durium, ms Al 77330)
- 1975 - Un corpo e un'anima (Durium, ms Al 77359)
- 1975 - Terzo album (Durium, ms Al 77370)
- 1976 - Amore bellissimo (Durium, ms Al 77382)
- 1976 - I nostri successi (Durium)
- 1977 - Insieme (Durium, LPS 40.020)
- 1979 - In due (Durium, ms AL 77403)
- 2000 - Tu, nella mia vita (Durium, LPS 40.101)

Single
- 1972 - Voglio stare con te/There's Gonna Be a Revolution (Durium, CN A 9332)
- 1973 - Tu, nella mia vita/Sentimento sentimento (Durium, CN A 9335)
- 1974 - Noi due per sempre/Se mi vuoi ancora bene (Durium, CN A 9336)
- 1974 - Un corpo e un'anima/Sempre tu (Durium, CN A 9338)
- 1975 - Era/...e siamo qui (Durium, CN A 9339)
- 1975 - È l'amore che muore/Tutto bene (Durium, CN A 9340)
- 1975 - Uomo e donna/Cielo (Durium, CN A 9341)
- 1976 - Come stai, con chi sei/Più ti voglio bene, più te ne vorrei (Durium, CN A 9343)
- 1976 - Amore bellissimo/La sola cosa che ho (Durium, CN A 9344)
- 1977 - Canzone a Leopardi/Come la prima sera (Durium, CN A 9346)

CD
- 1995 - Wess & Dori - I nostri successi (Durium, CDOR 9067)
- 1997 - Wess & Dori - Gli anni d'oro (Ricordi)
- 2000 - Wess & Dori Ghezzi - I grandi successi originali (2 płyty CD BMG-Ricordi z serii Flashback, 74321758662-2)
- 2005 - Wess & Dori Ghezzi (2 płyty CD BMG-Ricordi, 82876668012-2)

## Udział wFestiwalu San Remo
- Festiwal w San Remo, 1973: Jesteś w moim życiu, z Dori Ghezzi - 6 miejsce (1 miejsce w sprzedaży)
- Festiwal w San Remo 1976: Jak ty jesteś, z kim jesteś?, z Dori Ghezzi - 2 miejsce
- Festiwal w San Remo 1994 Roku: Z starej włoskiej piosenki, z Drużyną Włoch - 19 pozycji

## Udział wEurowizji
Wess brał udział w Konkursie Piosenki Eurowizji w 1975 w Sztokholmie. Wraz z Dori Ghezzi reprezentował tam Włochy piosenką Era.